# Ned's Universalhåndbog i Skoleoverlevelse
Ned's Universalhåndbog i Skoleoverlevelse (originaltitel: Ned's Declassified School Survival Guide), normalt bare kaldet "Ned's", er en tv-serie, der bliver sendt på Nickelodeon.

## Handling
Serien handler om folkeskoleeleven, Ned, der prøver at lave en universalhåndbog i skoleoverlevelse. Han får hjælp fra sine to bedste venner, Cookie og Moze. Alle der mangler tips kommer til ham, og han har alt lige fra "Sådan overlever du gymnastik" til "Sådan overlever du bøller".

## Personer
Ned Bigby (Devon Werkheiser) er hovedpersonen. Han giver tips til alle, der mangler, imens han udvikler "Ned's Universalhåndbog i Skoleoverlevelse". Han hænger ud sammen med sine to bedste venner, Cookie og Moze, på den folkeskole de alle går på, "James K. Polk Middle School", opkaldt efter den elvte amerikanske præsident.
Simon Nelson "Cookie" Cook (Daniel Curtis Lee) er en af Neds bedste venner der går på skolen. Han er lidt nørdet, og går med briller hvori der er indbygget computer.
Jennifer "Moze" Mosely (Lindsay Shaw) er den anden af Neds to bedste venner på skolen. Hun er smart og populær, men vil hellere hænge ud med sine venner end med de populære. Hun er klog, men skør hvis hun bliver forelsket.